# Rowlandius melici
Rowlandius melici är en spindeldjursart som beskrevs av Rolando Teruel 2003. Rowlandius melici ingår i släktet Rowlandius och familjen Hubbardiidae. Inga underarter finns listade i Catalogue of Life.